# Guillaume Anelier
Guilhem Anelier ou Guillaume Anelier de Toulouse est un chroniqueur et un poète occitan du XIIIe siècle, né à Toulouse, auteur de quatre sirventès et de l'Histoire de la guerre de Navarre, un poème narratif de 5000 vers.

## Éléments biographiques
Guillaume Anelier se désigne au début de son poème Histoire de la guerre de Navarre comme « Guillelmus de Tolosa me fecit » et indique avoir fait partie de l'entourage du sénéchal de Toulouse, Eustache de Beaumarchais, lors de la campagne militaire de Navarre en 1276-1277.

## Œuvres
- Histoire de la guerre de Navarre : ce poème épique de 5000 vers alexandrins monorimes est écrit en occitan toulousain[1]. L'œuvre est conservée dans un seul manuscrit, à la bibliothèque de l'Académie royale d'histoire de Madrid, sous la cote Ms. 9. 4923[2]. Il relate les événements de Navarre en 1276-1277 lorsqu'Eustache de Beaumarchais est envoyé à Pampelune comme gouverneur du royaume de Navarre par le roi de France Philippe III le Hardi, alors que l'héritière Jeanne Ire de Navarre est mineure[3].
- Sirventès : Anelier est l'auteur de quatre poèmes à caractère satirique et politique, où il attaque les clercs et les Français[4] : 
  - Ara farai, no·m puesc tener[5].
  - Ara faray, sitot no·m platz.
  - 'El nom de Dieu, qu'es paire omnipotens.
  - Vera merces e dreitura sofranh.

## Éditions
- La Guerra Civil de Pamplona, poema escrito en versos provenzales por Guillermo Aneliers de Tolosa, édition de Pablo Ilarregui, Pampelune, Longás y Ripa, 1847, 184 p.
- Guillaume Anelier (trad. Francisque-Michel), Histoire de la guerre de Navarre en 1276 et 1277, Paris, Imprimerie Impériale, coll. « Collection des documents inédits sur l'histoire de France », 1856, 785 p. (lire en ligne).